# Gulyanandigunda, Dod Ballapur
Gulyanandigunda là một làng thuộc tehsil Dod Ballapur, huyện Bangalore Rural, bang Karnataka, Ấn Độ.